# L'escàndol de Larry Flynt
 L'escàndol de Larry Flynt  (títol original en anglès: The People vs. Larry Flynt) és una pel·lícula estatunidenca dirigida per Milos Forman, estrenada el 1996 i doblada al català.

## Argument
Larry Flynt és un personatge escandalós. Propietari d'una petita boite de striptease, animat d'una ambició sense límits. Llança, en els anys 1970, un competidor de mal gust deliberat de la revista Playboy, que bateja Hustler. Aquesta publicació s'il·lustra per la seva audàcia i la seva immoralitat, provocant la reacció de les lligues de virtut, que no triguen a intentar posar-li un procés. Larry se'n burla. Considera les institucions americanes d'igual manera que els seus col·laboradors, amb un sòlid menyspreu. És empresonat, però no n'hi ha prou per fer-lo callar, al contrari. S'entesta també a denunciar els horrors de la guerra i es converteix en l'home a abatre.

## Repartiment
- Woody Harrelson: Larry Flynt
- Courtney Love: Althea Leasure
- Edward Norton: Alan Isaacman
- Brett Harrelson: Jimmy Flynt
- Donna Hanover: Ruth Carter Stapleton
- James Cromwell: Charles Keating
- Richard Paul: Jerry Falwell
- Crispin Glover: Arlo
- Vincent Schiavelli: Chester
- Miles Chapin: Miles
- James Carville: Simon Leis
- Burt Neuborne: Roy Grutman
- Jan Triska: l'assassí
- Cody Block: Larry als 10 anys
- Ryan Post: Jimmy als 8 anys
- Stephen Dupree: un fotògraf
- Larry Flynt: el jutge Morrissey

## Comentaris
- El cartell de la pel·lícula representava l'heroi nu, el baix ventre amagat per una bandera americana, en posició de crucificat sobre un cos femení despullat. Va ser objecte de vius atacs tant als Estats Units com a Europa. Per apaivagar-ho, Milos Forman va demanar ell mateix a la societat productora de retirar l'anunci.[3] El cartell de «Larry Flynt» torna amb la simbologia de la crucifixió, de la pel·lícula « Ave Maria », del director Jacques Richard.

## Premis i nominacions

### Premis
- 1997: Os d'Or
- 1997: Globus d'Or al millor director per Milos Forman
- 1997: Globus d'Or al millor guió per Scott Alexander i Larry Karaszewski

### Nominacions
- 1997: Oscar al millor actor per Woody Harrelson
- 1997: Oscar al millor director per Milos Forman
- 1997: Globus d'Or a la millor pel·lícula dramàtica
- 1997: Globus d'Or al millor actor dramàtic per Woody Harrelson
- 1997: Globus d'Or a la millor actriu dramàtica per Courtney Love